# Neckarsteinach
Neckarsteinach – miasto w Niemczech, w kraju związkowym Hesja, w rejencji Darmstadt, w powiecie Bergstraße.

## Współpraca
Miejscowości partnerskie:
- Grein, Austria
- Pargny-sur-Saulx, Francja

## Galeria

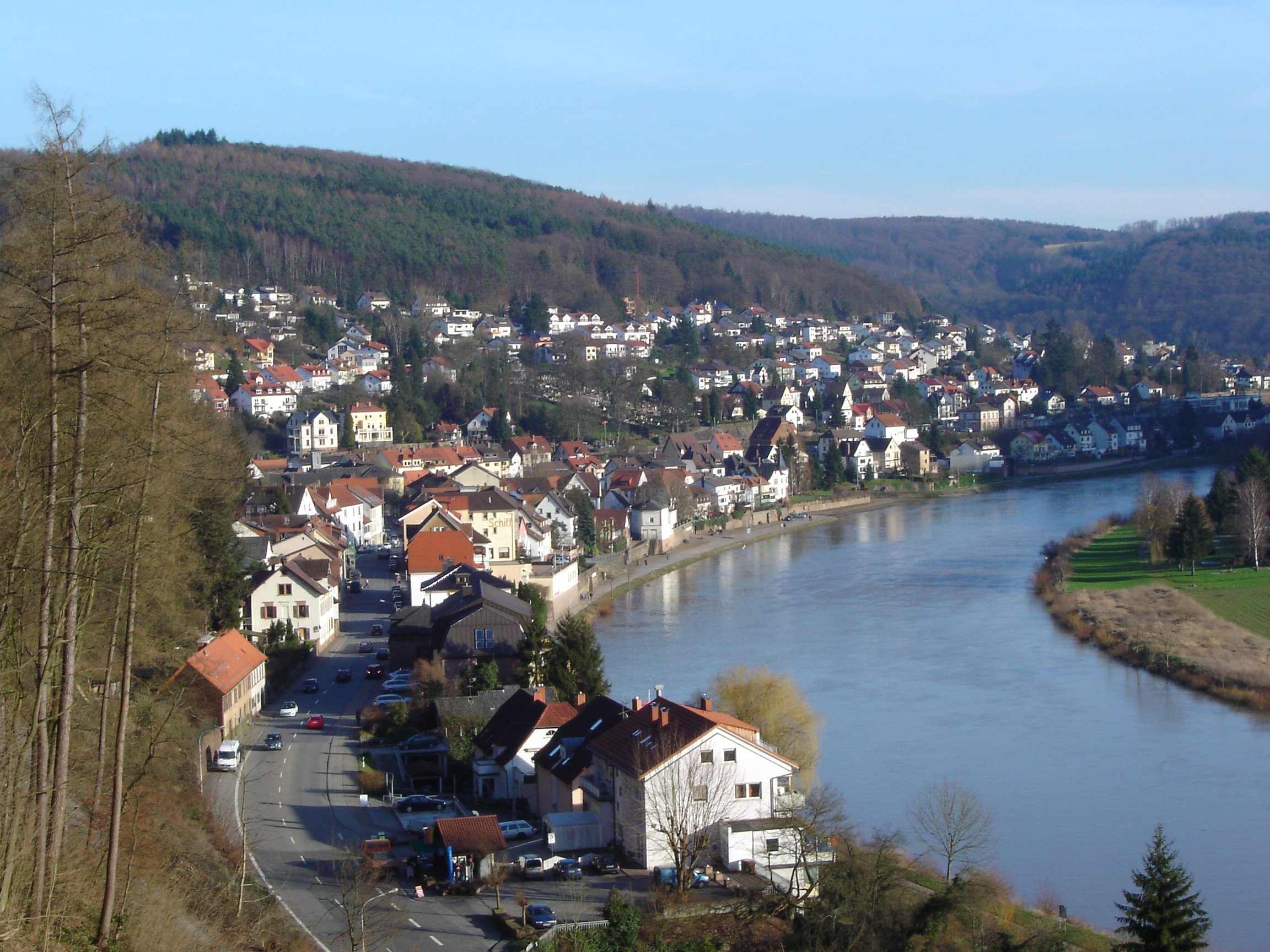
Panorama miasta
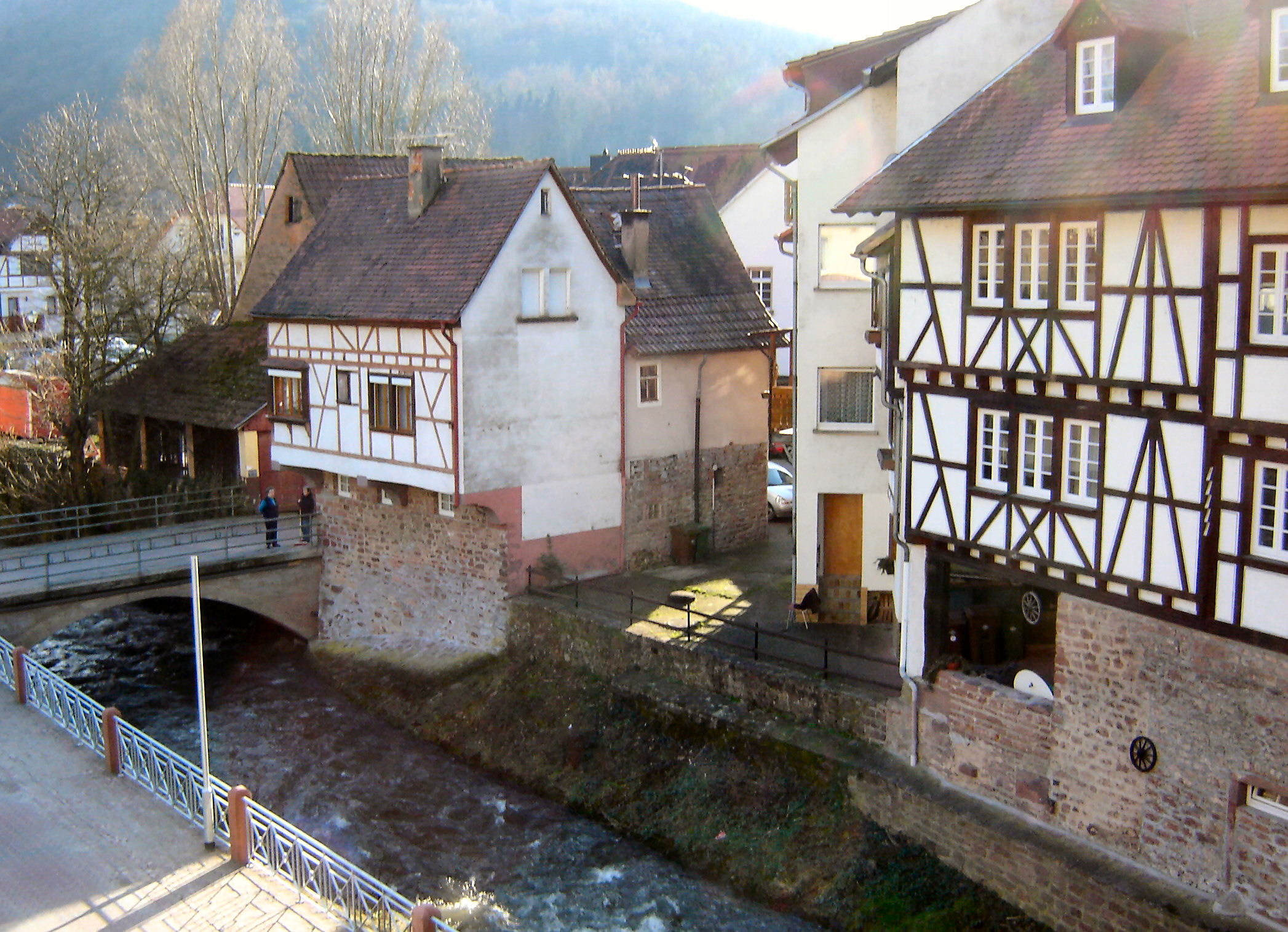
Stare Miasto